# اسلام در بلاروس

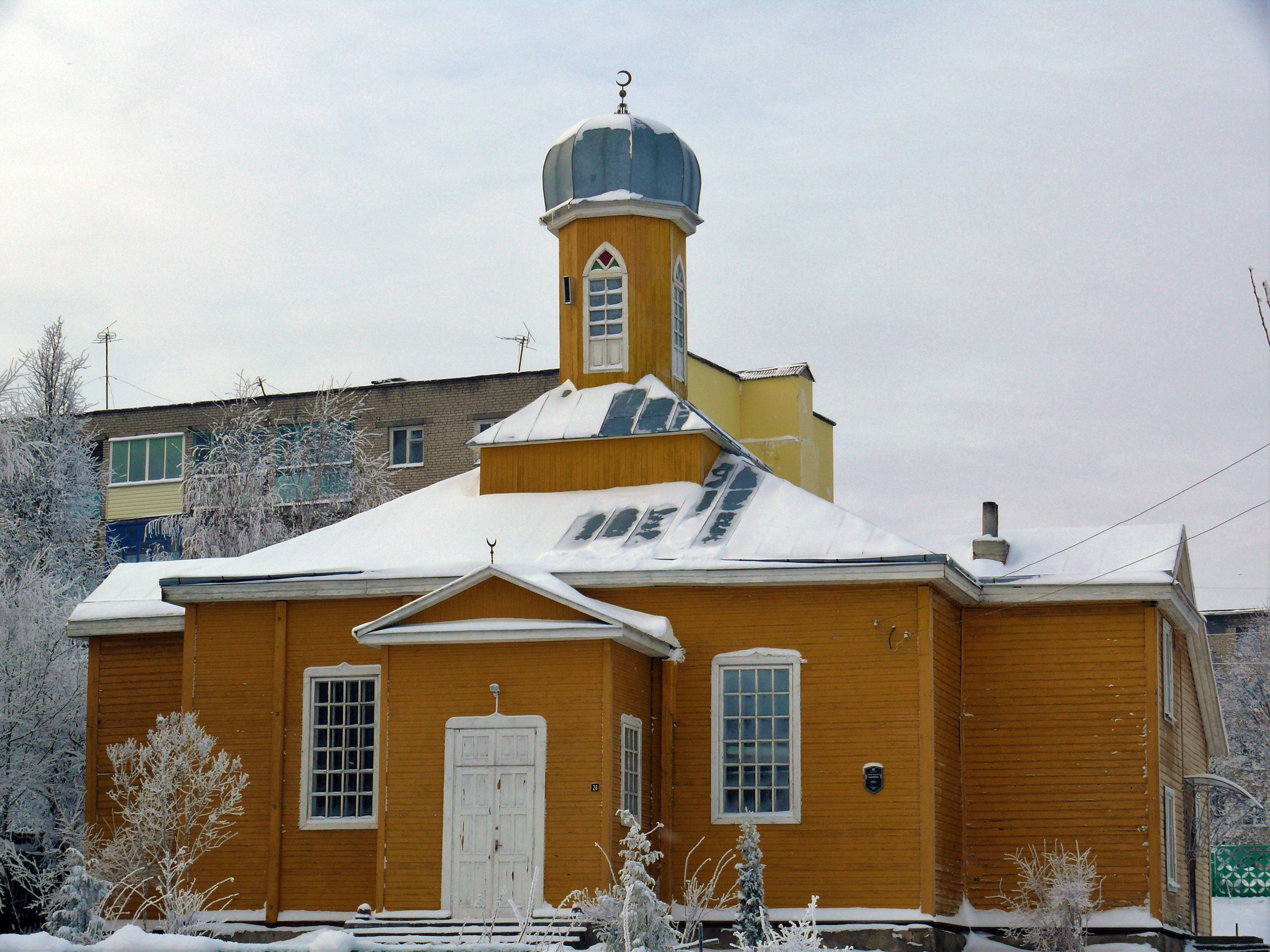
مسجدی در ناوارودک

اسلام در بلاروس دارای سابقهٔ طولانی می‌باشد که نخستین گروه مسلمانان این کشور را گروه تاتارها تشکیل می‌دهند که در طی قرون ۱۴-۱۶ میلادی به این کشور مهاجرت کرده‌اند.
در سال ۱۹۹۴ و پس از گذشت ۳ سال از فروپاشی شوروی سابق نخستین کنگرهٔ مسلمانان بلاروس برگزار شد،که در نتیجهٔ آن جامعهٔ مسلمانان بلاروس تأسیس شد که از همان موقع دکتراسماعیل الکساندرویچ ریاست جامعهٔ مسلمانان بلاروس را بر عهده دارد.
تا سال ۲۰۱۴ میلادی بیش از صد و بیست هزار مسلمان در بلاروس زندگی می‌کند که بیست هزار نفر آنان شیعه هستند.
از سال ۱۳۸۴شمسی مفتی مسلمانان بلاروس بر عهده ابوبکر شعبانوویچ می‌باشد ٬
بلاروس تنها کشوری در اروپا بود که سردبیر نمایندگی روزنامهٔ جنجالی، الکساندر سویزکف را به مدت ۳ به علت تحریف عقاید مسلمانان این کشور به زندان محکوم کرد.